# Општина Чилибија (Бузау)
Чилибија (рум. Cilibia) општина је у Румунији у округу Бузау.
Oпштина се налази на надморској висини од 56 m.